# Douwe Breimer

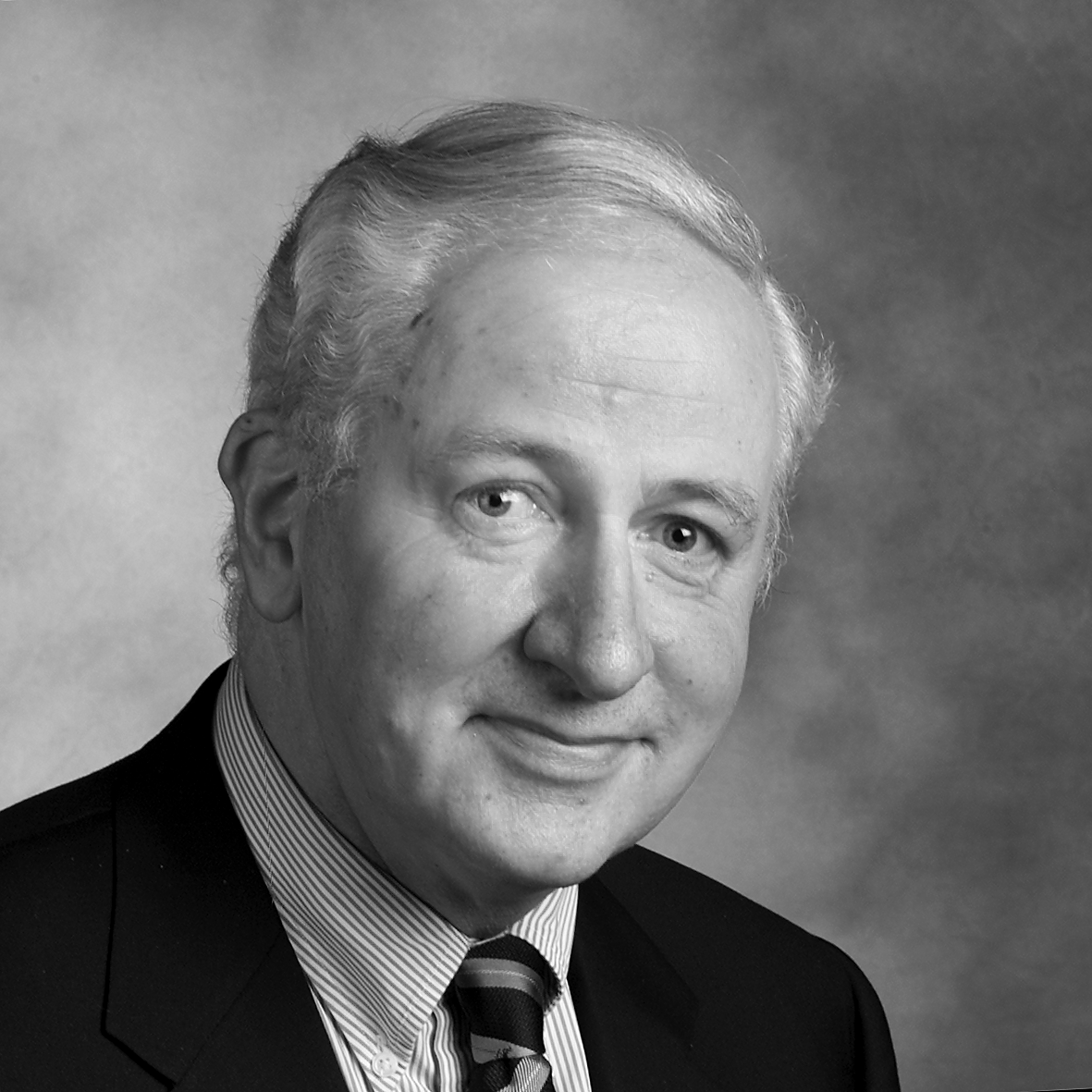
D.D. Breimer (Koll. Universität Leiden)

Douwe Durk Breimer (* 24. November 1943 in Oudemirdum) ist ein niederländischer Pharmakologe.

## Leben
Der Sohn des Ids Breimer (* 1908) und der Johanna Hoeckstra studierte von 1962 bis 1970 an der Universität Groningen. Er promovierte am 1. Januar 1974 an der Radboud-Universität Nijmegen mit der Abhandlung Pharmacokinetics of hypnotic drugs (frei ins Deutsche übersetzt: Die Pharmakokinetik von hypnotischen Medikamenten). Er wurde aufgrund eines königlichen Beschlusses vom 14. April 1975 als Professor für Mathematik und Naturwissenschaften mit dem Fachgebiet Pharmakologie an die Universität Leiden berufen. Dieses ihm übertragene Amt trat er am 1. Mai 1975 an und hielt am 29. Oktober 1976 seine Einführungsrede Farmacotherapie op maat (frei ins Deutsche übersetzt: Pharmakotherapie nach Maß).
Am 3. November 1981 wurde sein Fachgebiet um die Pharmakotherapie erweitert und am 24. April 1986 wechselte er zur medizinischen Fakultät. 1987 wurde er Mitglied der Königlich-Niederländischen Akademie der Wissenschaften. Während jener Zeit schrieb er eine Vielzahl von Fachaufsätzen und Büchern. Er war von 1992 bis 2001 Direktor des Zentrums für pharmazeutische Forschung Leiden/Amsterdam und wurde 2001 zum Rektor der Leidener Alma Mater gewählt. Dieses Amt übergab er 2007, als er emeritiert wurde, an seinen Nachfolger Paul van der Heijden.
Breimer wurden zudem viele internationale Auszeichnungen zuteil. So haben ihm die Universität Gent, die Universität Uppsala, die Semmelweis-Universität in Budapest, die Universität Navarra, die Hiroshima-Universität in Tokio, die Universität London und die Universität Montreal Ehrendoktorwürden verliehen. Seit 1992 ist er Mitglied der Academia Europaea. Zudem ist er seit dem 2. Oktober 2006 Ehrenbürger von Leiden.